# تور بریدرز ۲۰۱۴
تور بریدرز در سپتامبر ۲۰۱۴ توسط گروه موسیقی بریدرز در سبک راک آلترناتیو با سیزده کنسرت در مرکز و غرب ایالات متحده آمریکا برگزار شد. ترکیب اعضای این گروه برای اجرای آلبوم خود (آخرین شلپ شلوپ ۱۹۹۳) شامل جوسفین ویگز، جیم مک‌فرسن، کیم دیل و کلی دل بود. در اجرای آلبوم‌های بعدی گروه، با نام(عنوان تی کی ۲۰۰۲) و آلبوم (نبردهای کوه ۲۰۰۸) جوسفین ویگز و جیم مک‌فرسن عضویت نداشتند.

## تاریخ‌ها
| تاریخ (۲۰۱۴) | شهر               | ایالت     | کشور                | سالن                               | حامی                                                             |
| ------------ | ----------------- | --------- | ------------------- | ---------------------------------- | ---------------------------------------------------------------- |
| September 2  | سنت لوئیس، میزوری | میزوری    | ایالات متحده آمریکا | Off Broadway                       | The Funs                                                         |
| September 3  | کانزاس‌سیتی        | میزوری    | ایالات متحده آمریکا | Record Bar                         | The Funs                                                         |
| September 5  | دنور              | کلرادو    | ایالات متحده آمریکا | Summit Music Hall                  | The Funs                                                         |
| September 7  | سالت‌لیک‌سیتی       | یوتا      | ایالات متحده آمریکا | Urban Lounge                       | The Funs                                                         |
| September 8  | Garden City       | آیداهو    | ایالات متحده آمریکا | Visual Arts Collective             | The Funs                                                         |
| September 10 | سیاتل             | واشینگتن  | ایالات متحده آمریکا | The Showbox                        | The Neptunas                                                     |
| September 11 | پورتلند           | اورگن     | ایالات متحده آمریکا | Wonder Ballroom                    | The Neptunas                                                     |
| September 13 | سان فرانسیسکو     | کالیفرنیا | ایالات متحده آمریکا | The Fillmore                       | Kelley Stoltz, The Neptunas                                      |
| September 15 | لاس وگاس          | نوادا     | ایالات متحده آمریکا | Bunkhouse Saloon                   | The Neptunas                                                     |
| September 16 | فینیکس            | آریزونا   | ایالات متحده آمریکا | Crescent Ballroom                  | The Neptunas                                                     |
| September 17 | سن دیگو           | کالیفرنیا | ایالات متحده آمریکا | The Casbah                         | The Neptunas                                                     |
| September 18 | لس آنجلس          | کالیفرنیا | ایالات متحده آمریکا | هالیوود بول                        | نیوترال میلک هتل (headliner), دانیل جانستون                      |
| September 20 | شیکاگو            | ایلینوی   | ایالات متحده آمریکا | Goose Island 312 Urban Block Party | Thao & the Get Down Stay Down, Unknown Mortal Orchestra, Cayucas |